# Lännäs kyrka

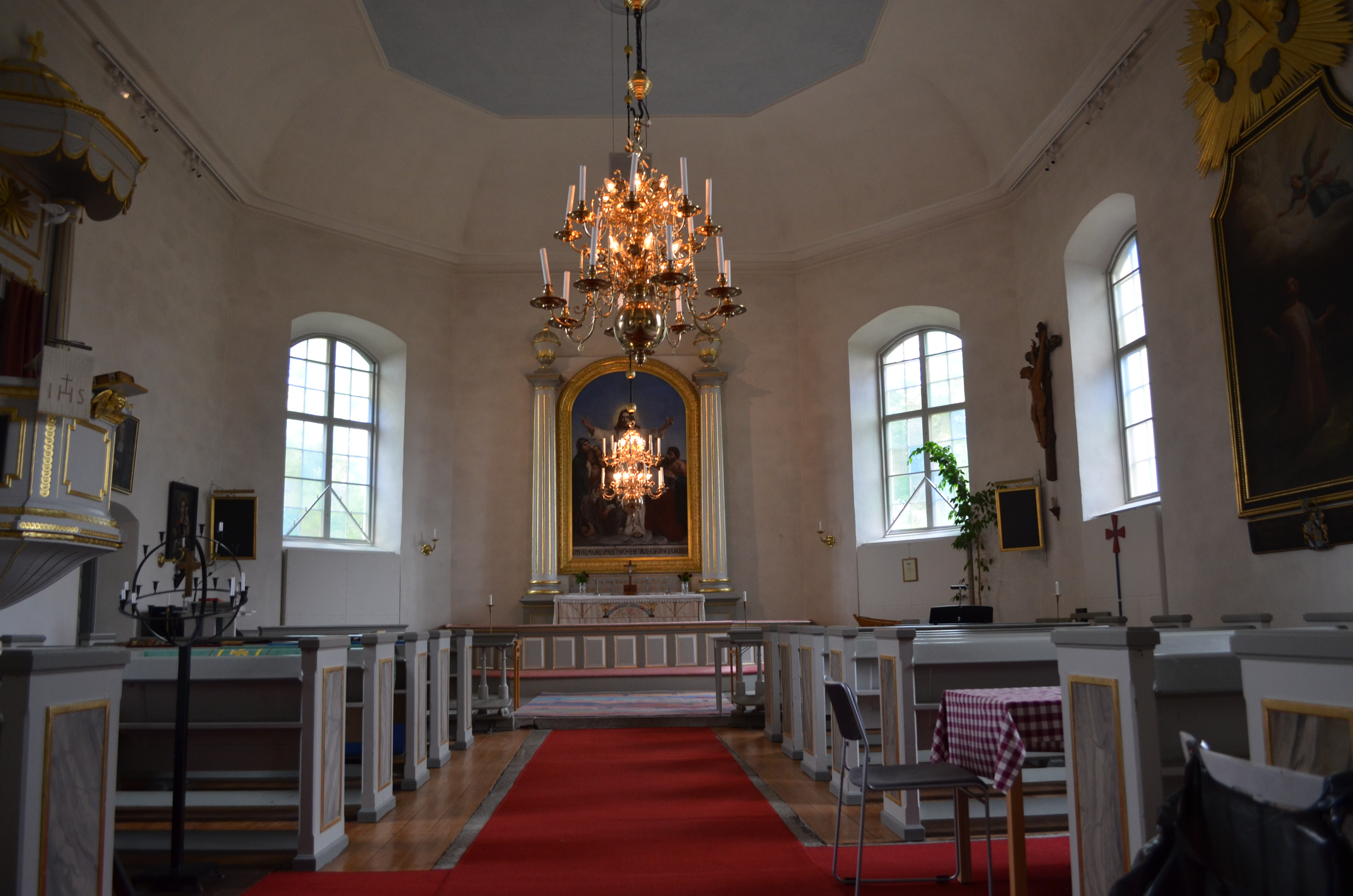
Lännäs kyrkas kyrksal

Lännäs kyrka är en kyrkobyggnad i Lännäs i Örebro kommun. Den är församlingskyrka i Asker-Lännäs församling i Strängnäs stift.

## Kyrkobyggnaden
Kyrkan ligger på en ås omgiven av uppodlad mark med spridda gårdar i övergångsbygden mellan skog och slätt. På Förntorps äng, några kilometer sydost om församlingskyrkan, har en stengrund till en förmodad medeltida träkyrka påträffats. Den murade kyrkan består av rektangulärt långhus med tresidigt avslutat korparti, sakristia i nordost och västtorn. En ingång finns i väster och en annan mitt på långhusets sydsida. Av den tidigaste stenkyrkan, sannolikt uppförd under sent 1100-tal eller tidigt 1200-tal, återstår tornet och delar av långhusets västmur. Kyrkans nuvarande planform är resultatet av en radikal ombyggnad 1777. Det romanska tornet har karaktäristiskt avtrappat murliv; ljudöppningarna och tornhuven har emellertid fått sin nuvarande form i senare tid. Det tresidiga korpartiet, är typisk för 1700-talet. Varken exteriör eller interiör har därefter förändrats i någon större omfattning. Murarna är vitputsade både ut- och invändigt och genombryts av stickbågiga fönsteröppningar. Kyrkan är putsad i rosa. Lillklockan är en av Närkes två äldsta. Den är daterad till 1200-talet.
Invändigt har kyrkorummet gustaviansk prägel med senare inslag och täcks av ett spegelvalv. Färgskalan är hållen i guld och vitt. Predikstolen, med uppgång från sakristian, är samtida med 1700-talets ombyggnad. Nuvarande [altartavla] är från 1892, men på långhusets sydvägg hänger två äldre föregångare, från tidigt respektive sent 1700-tal. 

## Orgel
- 1845 bygger Johan Samuel Strand, Västra Vingåker en orgel med 6 stämmor. Den invigdes 26 oktober 1845 av vice kontraktsprosten och kyrkoherden i Sköllersta, Gustaf Ad. Hallman.[2]
- Den nuvarande orgeln är byggd 1966 av E A Setterquist & Son, Örebro och är en pneumatisk orgel. Fasaden och några stämmor är från 1845 års orgel.

| Huvudverk I   | Svällverk II      | Pedal         | Koppel   |
| Principal 8´  | Rörflöjt 8´       | Subbas 16´    | I/P      |
| Rörgedackt 8´ | Flöjt 4´          | Kvintadena 4´ | II/P     |
| Oktava 4´     | Waldflöjt 2´      |               | II/I     |
| Oktava 2'     | Sifflöjt 1'       |               | I 4'/I   |
| Mixtur 3 chor | Krumhorn 8'       |               | II 16'/I |
|               | Crescendosvällare |               |          |

## Historik
Med en växande befolkning behövdes det en ny kyrka vid mitten av 1700-talet. Den tidigare medeltidskyrkan ersattes med en ny kyrka 1777. Det medeltida tornet fick dock stå kvar i oförändrad gestalt.
Arkeologer har nyligen hittat resterna av en stavkyrka från vikingatiden i närheten av kyrkan. Stavkyrkan är mycket intressant då den, trots ungefär tusen års tid tillbaka i jorden, är ovanligt välbevarad. Vid utgrävningar av platsen hittade man bl. a. ett kvinnligt skelett begravt inuti själva kyrkobyggnaden, vilket var en plats för enbart mycket viktiga och högt uppsatta avlidna. Arkeologer hoppas att nya utgrävningar ska kunna ge svar på gåtan om vem hon var.[källa behövs]